# Кривично-правни систем
Кривично-правни систем је појам који се односи на систем који власт користи да би одржала социјалну контролу, спровела законе и надзирала спровођење идеала правде. Полиција, судови и „корекционе установе” деле ове одговорности.